# 4-chloorbenzotrichloride
4-chloorbenzotrichloride of p-chloorbenzotrichloride is een organische verbinding met als brutoformule C7H4Cl4. Het is een kleurloze vloeistof met een kenmerkende geur.

## Synthese
4-chloorbenzotrichloride kan bereid worden uit tolueen, door eerst de benzeenring te chloreren tot 4-chloortolueen, en vervolgens de methylgroep te chloreren. IJzer(III)chloride is de katalysator in de eerste stap, UV-licht in de tweede. Bij de eerste chlorering ontstaan wel ongewenste isomeren, vooral 2-chloortolueen, als nevenproduct.
4-chloorbenzotrichloride kan ook bereid worden door het corresponderende benzotrifluoride, 4-chloorbenzotrifluoride, te laten reageren met siliciumtetrachloride, in aanwezigheid van watervrij aluminiumchloride als katalysator. Daarbij komt siliciumtetrafluoride als gas vrij.

## Toepassingen
4-chloorbenzotrichloride is een intermediaire stof bij de synthese van kleurstoffen, geneesmiddelen en herbiciden zoals trifluraline (waarvoor 4-chloorbenzotrichloride omgezet moet worden in 4-chloorbenzotrifluoride).

## Toxicologie en veiligheid
4-chloorbenzotrichloride is ingedeeld als CMR-stof (stof met carcinogene, mutagene of reprotoxische eigenschappen). Ze kan kanker veroorzaken; veroorzaakt schade aan organen na langdurige of herhaalde blootstelling; is schadelijk bij inslikken of bij contact met de huid; ze veroorzaakt irritatie van de huid en kan irritatie van de luchtwegen veroorzaken; ze is verdacht van schadelijk te zijn voor de vruchtbaarheid.